# Уорд, Николас, 2-й виконт Бангор
Николас Уорд, 2-й виконт Бангор (англ. Nicholas Ward, 2nd Viscount Bangor; 5 декабря 1750 — 11 сентября 1827) — ирландский политик и пэр. Он был известен как Достопочтенный Николас Уорд с 1770 по 1781 год.

## Биография
Родился 5 декабря 1750 года. Старший сын Бернарда Уорда, 1-го виконта Бангора (1719—1781), и его жены, леди Энн Блай (? — 1789), дочери Джона Блая, 1-го графа Дарнли, и его жены Теодосии Блай, 10-й баронессы Клифтон. Его младшими братьями были политики Эдвард Уорд и Роберт Уорд. Он получил образование в колледже Крайст-Черч, Оксфорд, куда он поступил в 1769 году.
Николас Уорд заседал в Ирландской палате общин от Бангора в 1771—1776 годах.
20 мая 1781 года после смерти своего отца Николас Уорд унаследовал титулы 2-го виконта Бангора из замка Уорд в графстве Даун (Пэрство Ирландии) и 2-го барона Бангора в замке Уорд в графстве Даун (Пэрство Ирландии), став членом Палаты лордов Ирландии.
С 1785 года лорд Бангор считался сумасшедшим, будучи признанным недееспособным законопроектом Ирландской палаты лордов по ходатайству своего младшего брата Эдварда и своего дяди, сэра Джона Парнелла, 2-го баронета .
Николас Уорд скончался 11 сентября 1827 года в возрасте 76 лет в своей резиденции Касл Уорд, не будучи женатым. Ему наследовал его племянник, Эдвард Уорд, 3-й виконт Бангор.